# Tui Tokelau
Tui Tokelau is een god die aanbeden wordt op Tokelau, vooral voor de komst van het christendom. Hij was op de eilanden de belangrijkste god naast de Polynesische goden. In het dorp Fakaofo op het gelijknamige atol staat een monumentale koralen plaat die Tui Tokelau voorstelt in de Fakafotu Falefono (ontmoetingsplaats). Het gebouw in kwestie wordt om die reden bovennatuurlijke krachten toegedicht door de bewoners.